# Artemisa Semedo
Artemisa del Mar Semedo da Moura, conocida como Artemisa Semedo, (Assomada, 1985) es una artista, poeta, actriz, activista y socióloga hispano-caboverdiana lesbiana.

## Trayectoria
Nació en la localidad caboverdiana de Assomada, en Isla de Santiago. Cuando contaba con cinco años, su familia emigró a Burela, en Galicia, uniéndose a la comunidad caboverdiana que buscaba trabajo en Alúmina Aluminio, aunque finalmente su padre trabajó en el mar. Su madre fue una de las integrantes del grupo musical compuesto por mujeres caboverdianas, Batuko Tabanka.
Inició la carrera de Sociología en la Universidad de La Coruña. Pasó a formar parte del colectivo Afrogalegas, junto con otras mujeres afrodescendientes gallegas como Yosi Ledesma o Zinthia Álvarez, para reclamar representación social así como mayor visibilidad de sus diferentes identidades. Se unió también al colectivo de poetas Esbardalle y a la compañía de teatro Artes por la Integración. Formó parte del elenco de «Hijas de Bernarda», un proyecto de investigación teatral sobre la obra «La casa de Bernarda Alba» de Federico García Lorca desarrollado en el Teatro del Barrio.
Ha impartido talleres de escritura creativa con las escritoras Estíbaliz Espinosa, Antía Otero y Noelia Morgana. Ha participado en recitales de poesía y colaborado en proyectos como “Lua Sua y Artemisa” o “Bailando versos” en los que mezcla la poesía con diferentes disciplinas artísticas. Junto con el artista marroquí Mbarek Bouchichi y el cubano José Ramón Hernández, ha participado en un proyecto educativo con el Museo Nacional Centro de Arte Reina Sofía, además de haber impartido talleres en solitario en dicha institución. En 2022, también formó parte las acciones en torno al Día Internacional de la mujer del Museo Nacional de Antropología junto a Esther Mayoko Ortega, Anna Fux, Celia Montoya, Fátima Aspiritou, Iki Yos Piña Narváez y Mabel Chapata.

## Reconocimientos
En 2020, Semedo fue incluida en el libro «Diversas, libres nuestras vidas de mujeres LBT», editado por COGAM, que recoge los relatos de vida de 20 mujeres bisexuales, lesbianas y trans. En 2021, fue una de las 12 mujeres LBT residentes en Galicia retratadas en la muestra de Susana Milnes Aler A rede visible, junto a Cristy Shedimar, Lucía Trenor López, Marta Herraíz, Andrea Nunes Brións, Elena Ferro Lamela, Rocío Fraga Sáenz, María Halcón, Cristina Yagüe, Páris Xacla Celve, Patricia López-Carcedo y Marta Álvarez.